# Styleby
Styleby var en svensk modetidning, grundad 2011 av tidningsmakaren Jonna Bergh och modebloggaren Elin Kling. Den gavs ut av Bonnier News. Jonna Bergh var chefredaktör sedan starten. Styleby utsågs av branschtidningen Resumé till Årets bästa nya tidskrift 2011. Elin Kling fick också pris för Årets Genombrott på Tidskriftsgalan 2012. 2024 meddelade Bonnier News att utgivningen skulle upphöra. 

### Fotnoter
1. ↑  ”Historik | Bonnier Tidskrifter”. www.bonniertidskrifter.se. Arkiverad från originalet den 30 juli 2017. https://web.archive.org/web/20170730080544/http://bonniertidskrifter.se/om-oss/historik/. Läst 5 juni 2017.